# قطعنامه ۱۳۲۷ شورای امنیت
قطعنامه  ۱۳۲۷ شورای امنیت سازمان ملل متحد که در تاریخ ۱۳ نوامبر ۲۰۰۰ تصویب شد، سندی بین‌المللی دربارهٔ اجرای گزارش هیئت رئیسه در عملیات صلح سازمان ملل است. این قطعنامه طی نشست ۴۲۲۰ام با ۱۵ رای موافق، ۰ مخالف و ۰ ممتنع تصویب شد.